# Ticket to Ride (singel)
Ticket to Ride – utwór zespołu The Beatles napisany przez duet Lennon/McCartney została wydana na albumie Help!. Album został nagrany 15 lutego 1965 i wydany dwa miesiące później.
Magazyn Rolling Stone umieścił utwór na 384 miejscu listy 500 utworów wszech czasów.

## Wykonawcy
- John Lennon – śpiew, gitara rytmiczna
- Paul McCartney – wokal wspierający, bas, gitara
- George Harrison – wokal wspierający, gitara rytmiczna
- Ringo Starr – perkusja, tamburyn, klaskanie